# Kazimierz Kaczor (aktor)
Kazimierz Julian Kaczor (ur. 9 lutego 1941 w Krakowie) – polski aktor teatralny i filmowy, prezenter telewizyjny, działacz kulturalny i opozycyjny w okresie Polskiej Rzeczypospolitej Ludowej. W latach 1996–2002 prezes Związku Artystów Scen Polskich.

## Życiorys
20 grudnia 1959 zadebiutował jako aktor na scenie teatru. Przez półtora roku studiował w Krakowskiej Wyższej Szkole Rolniczej. Pracował jako magazynier i dyspozytor w Krakowskim Przedsiębiorstwie Budownictwa Przemysłowego, a następnie jako maszynista sceny i aktor w Teatrze Lalki, Maski i Aktora „Groteska” w Krakowie. Jest absolwentem Wydziału Lalkarskiego Państwowej Wyższej Szkoły Teatralnej im. Ludwika Solskiego w Krakowie (1965).
Był aktorem Teatru Starego w Krakowie (1965–1973) oraz teatrów warszawskich: Współczesnego (1973–1974) i Powszechnego (1974-2014), a w 2014 został aktorem Teatru 6. piętro w Warszawie.
W latach 1965–1976 był członkiem Polskiej Zjednoczonej Partii Robotniczej. Sygnatariusz petycji przeciwko represjom organów bezpieczeństwa wobec protestujących w Radomiu i Ursusie w 1976 roku (1977). W latach 1965–1980 członek Związku Zawodowego Pracowników Kultury i Sztuki. W 1966 został członkiem Związku Artystów Scen Polskich. W latach 1974–1979 związany z salonem kultury niezależnej Anny i Tadeusza Walendowskich, współzałożyciel biblioteczki wydawnictw niezależnych w Teatrze Powszechnym w Warszawie.
We wrześniu 1980 został jednym z organizatorów struktury „Solidarności” w Teatrze Powszechnym w Warszawie. W czerwcu i grudniu 1981 był delegatem na I i II Walnym Zebraniu Delegatów Regionu Mazowsze. Na przełomie września i października 1981 delegat na I Krajowym Zjeździe Delegatów „NSZZ Solidarność”. W latach 1981–1987 uczestniczył w bojkocie mediów. W latach 1982–1983 i 1986–1987 był współorganizatorem i nieformalnym przewodniczącym „Solidarności” Artystów Teatralnych i Filmowych. W latach 1982–1983 publikował w pismach podziemnych: „Tygodniku Mazowsze”, „KOS” (Komitet Oporu Społecznego), „Robotnik”. Był również redaktorem oraz organizatorem pracy redakcji i kolportażu „Biuletynu Teatralnego”. W 1983 organizował nagrania dla Radia „Solidarność”. W latach 1984 brał udział w koncertach w Polskim Instytucie Teatralnym w Nowym Jorku, poświęconych pamięci ks. Jerzego Popiełuszki. W latach 1987–1989 działał w Komitecie Kultury Niezależnej, gdzie był odpowiedzialny za teatr. W latach 1989–1992 był przewodniczącym Sekcji Krajowej Kultury i Sztuki „Solidarności”, w grudniu 1989 był delegatem na III WZD Regionu Mazowsze, w kwietniu 1990 jako delegat uczestniczył w II KZD.
W okresie PRL występował w kościołach, brał udział w przedsięwzięciach Muzeum Archidiecezji Warszawskiej, Tygodniach Kultury Chrześcijańskiej oraz Mszach za Ojczyznę. Był działaczem Duszpasterstwa Środowisk Twórczych i Duszpasterstwa Hutników. Wielokrotnie przesłuchiwany i zastraszany przez Służbę Bezpieczeństwa (w 1982 spalono mu samochód). Według zasobu archiwalnego Instytutu Pamięci Narodowej inwigilowany w ramach SOR Krakus.
W latach 90. prowadził w Telewizji Polskiej kącik gier strategicznych w programie o grach komputerowych Joystick. W latach 1996–2003 prowadził teleturniej Va Banque w TVP2.
W latach 1990–1993 był przewodniczącym Sekcji Dramatu Związku Artystów Scen Polskich. W latach 1992–1993 był członkiem Rady Kultury przy Prezydencie RP. W latach 1996–2002 pełnił funkcję prezesa Związku Artystów Scen Polskich. Odszedł w wyniku konfliktu w organizacji.  
Jest bohaterem książki pt. „Kazimierz Kaczor. Nie tylko polskie drogi” (Wydawnictwo SQN, Kraków, 2013), będącej wywiadem-rzeką, jakiego udzielił dziennikarzowi Pawłowi Piotrowiczowi.

## Życie prywatne
Jest synem Antoniego i Anieli. Był trzykrotnie żonaty, dwa pierwsze małżeństwa zakończyły się rozwodami; aktualnie związany jest z reżyserką i producentką filmową Bożeną Michalską. Ma dwie córki, Katarzynę i Agnieszkę oraz wnuka, Huberta. Z zamiłowania jest żeglarzem z patentem kapitana jachtowego.
W latach 60. uprawiał wioślarstwo w klubie sportowym, a potem przerzucił się na żeglarstwo. W 1984 odbył wraz z Tonym Halikiem kilkumiesięczną podróż po Karaibach. Posiada uprawnienia operatora dźwigu samojezdnego, które zrobił na potrzeby do nagrań scen serialu Alternatywy 4

## Filmografia (wybór)
- Potop (1974) – oficer księcia Bogusława Radziwiłła
- Co jest w człowieku w środku (1969) – kapral Michalik
- Ziemia obiecana (1974) – Kipman
- Dyrektorzy (1975) – Cegielski
- Człowiek z marmuru (1976) – pułkownik UB
- Polskie drogi (serial telewizyjny) (1976–1977) – kapral Leon Kuraś
- Hallo Szpicbródka, czyli ostatni występ króla kasiarzy (1978) – Mikuś, człowiek Maksa
- Rodzina Leśniewskich (1978) – pilot Idziak
- Justyna (1978) – Karol, mąż Justyny
- Dorota (1978) – Stefan, mąż Doroty
- Urodziny młodego warszawiaka (1980) – Karczewski
- Najdłuższa wojna nowoczesnej Europy (serial telewizyjny) (1981) – Ludwig Franke
- Amnestia (1981) – Morawski, dyrektor „Pafawagu”
- Jan Serce (1981) (serial telewizyjny) – Jan Serce
- Alternatywy 4 (1983) (serial telewizyjny) – dźwigowy Zygmunt Kotek
- Planeta krawiec (1983) – Józef Romanek
- Zmiennicy (1986) (serial telewizyjny) – strażak Zenon Kuśmider
- Łuk Erosa (1987) – doktor Smolarski
- Obywatel Piszczyk (1988) – Zdzisław Pasionka, dyrektor OBOP
- Po upadku. Sceny z życia nomenklatury (1989) – Jan Soloch, sekretarz wojewódzki PZPR
- Panny i Wdowy (1991–1992) – komendant łagru, potem pułkownik SB
- Jest jak jest (1994) – poseł Jan Chmiel
- Awantura o Basię (1995) – doktor Anzelm Budzisz
- Maszyna zmian. Nowe przygody (1996) – piekarz (odc. 5)
- Awantura o Basię (1996) – doktor Anzelm Budzisz
- Złotopolscy (1997–2010) – senator Marek Złotopolski, syn Dionizego i Julii, ojciec Waldka
- Dylematu 5 (2006) – dźwigowy Zygmunt Kotek
- Hela w opałach (2007–2008) – Władek Baran, szef Heli
- Popiełuszko. Wolność jest w nas (2009) – Łaniecki
- Apetyt na życie (2010) – Marek Rylski, ojciec Witolda
- Układ zamknięty (2013) – Mirosław Kamiński, naczelnik Urzędu Skarbowego
- Piąty stadion (2014) – ojciec Bernarda i Radosława
- Chłopski Skarga (2015) – Jakub Bojko
- Druga szansa (2016–2018) – Zygmunt Borecki, ojciec Moniki i Lidki

### Polski dubbing
- 1976: Ja, Klaudiusz – niewolnik Klaudiusza
- 1998: Książę i Tchórz – czarodziej Arivald
- 2012: Hobbit: Niezwykła podróż – stary Bilbo Baggins
- 2014: Hobbit: Bitwa Pięciu Armii – stary Bilbo Baggins
- 2018: Wojna Krwi: Wiedźmińskie Opowieści – Brouver Hoog

## Odznaczenia i nagrody
- Krzyż Wielki Orderu Odrodzenia Polski (2022, w uznaniu wybitnych osiągnięć w pracy artystycznej i znaczącego wkładu w rozwój polskiej kultury, za działalność na rzecz przemian demokratycznych w Polsce)[9]
- Krzyż Oficerski Orderu Odrodzenia Polski (1998, za wybitne zasługi w pracy artystycznej i działalności społecznej na rzecz środowiska aktorskiego)[10]
- Srebrny Krzyż Zasługi (1979)
- Złoty Medal „Zasłużony Kulturze Gloria Artis” (2022)[11]
- Srebrny Medal „Zasłużony Kulturze Gloria Artis” (2010)[12]
- Nagroda Komitetu do Spraw Radia i Telewizji I stopnia za kreację aktorską w serialu Polskie drogi (1978)
- Nagroda na Festiwalu Filmów i Widowisk TV w Olsztynie za rolę Leona Kurasia w serialu telewizyjnym Polskie drogi (1978)
- „Złoty Ekran” – nagroda czasopisma „Ekran” (1978)
- „Złoty Gwóźdź Sezonu” – nagroda czytelników „Kuriera Polskiego” (1978)
- Nagroda Prezydenta m. st. Warszawy (1979)
- Nagroda Przewodniczącego Komitetu do Spraw Radia i Telewizji I stopnia (zespołowa) za osiągnięcia aktorskie, a w szczególności za przybliżenie postaci historycznych w serialu Najdłuższa wojna nowoczesnej Europy (1982)
- Nagroda im. Aleksandra Zelwerowicza – nagroda miesięcznika „Teatr” za rolę Browarnika w spektaklu Audiencja Václava Havla w Teatrze Powszechnym w Warszawie (1990)
- „Feliks Warszawski” w kategorii: najlepsza drugoplanowa rola męska za rolę Pana Mariana w spektaklu Kieszonkowy atlas kobiet w Teatrze Powszechnym w Warszawie (2009)
- Splendor Splendorów (2010)[13]